# Fougamou
Fougamou är en ort i Gabon. Den ligger i provinsen Ngounié, i den centrala delen av landet, 220 km sydost om huvudstaden Libreville. Antalet invånare är 7 180.